# Nicolas V (antipape)
Pour les articles homonymes, voir Nicolas V (homonymie).
Pour le pape, voir Nicolas V.
Nicolas V (Pierre Rainalducci, Pietro Rainalducci ou encore Pierre de Corbière), né vers 1258 à Corvaro (it) dans les Abruzzes en Italie et mort le 16 octobre 1333 à Avignon, était un franciscain italien.
Il fut nommé pape le 12 mai 1328, sous le nom de Nicolas V, par l'empereur Louis IV. Chassé de Rome l'année suivante, il se retira à Pise, où il fut contraint d'abdiquer ; il rejoignit Avignon à l'instigation de Simone Saltarelli, archevêque de Pise, où il demanda pardon au pape Jean XXII, la corde au cou. Il mourut deux ou trois ans après.

## Contexte

### Conflit entre la papauté et les franciscains
Le coût de la réorganisation du Saint-Siège en un état moderne lui suscite des ennemis : la levée des annates et la centralisation, mécontentent les collateurs ordinaires dont elle rogne les prérogatives et pousse à bout les contribuables impitoyablement pressurisés. La fraction de l'ordre franciscain qui prône une pauvreté radicale se dit profondément scandalisée par la richesse des dignitaires ecclésiastiques ; certains de ces « spirituels » professèrent le joachimisme qui annonçait l'irruption d'une ère nouvelle. Condamnés par la papauté, persécutés à l'intérieur de leur famille religieuse, ils pouvaient penser qu'ils étaient seuls à être marginalisés ; or, en 1323, nombreux sont ceux qui contestent le poids de la fiscalité papale, l'accusant de servir à financer les fastes de la cour avignonaise. Dans les faits, Jean XXII refusait le luxe des cours princières même s'il n'était pas austère. Les fraticelles ont la surprise de voir la majorité de leurs confrères, ministre général en tête, les rejoindre dans l'opposition au pape: celui-ci venait de condamner l'idée de la pauvreté personnelle du Christ, une opinion partagée par la plupart des franciscains. Les ordres mendiants sont très présents dans les milieux universitaires et leur pensée est très largement relayée: En promulguant ce texte Jean XXII se fait des adversaires dans toute la chrétienté et nombre de théologiens de talent, tel Guillaume d'Occam, les rallient.

### Conflit entreJeanXXIIet Louis de Bavière
À la mort de l'empereur Henri VII en 1313, il y a concurrence entre Louis de Bavière et Frédéric d'Autriche avec une double élection faite respectivement à Aix-la-Chapelle et à Bonn. Les princes s'étant divisé en deux factions, le pape Jean XXII, pense pouvoir en profiter : il refuse de choisir entre les deux élus. Il déclare l'Empire vacant et nomme le roi de Naples Robert le Sage vicaire pour l'Italie le 14 mars 1314.
Louis IV de Bavière, vainqueur de Frédéric d'Autriche à Mühldorf le 28 septembre 1322, entreprend de faire valoir ses droits en Italie et proteste contre l'occupation de la Lombardie « terre d'Empire » par les troupes pontificales et angevines. Intervenant militairement en faveur des Visconti, le 28 juillet 1323 il délivre Milan assiégée et occupe Pavie. Jean XXII excommunie l'empereur le 23 mars 1324. De son côté, de la chapelle des Teutoniques de Sachsenhausen, Louis lance un appel au concile général pour juger le pape, accusé d'hérésie et d'usurpation de bien d'autrui. Les papes d'Avignon qui vivent dans l'opulence se heurtent depuis des années à l'opposition des ordres mendiants et Louis de Bavière, accueille et soutient les franscicains. Le 22 mai, l'alliance entre l'empereur excommunié et les franciscains spirituels est rendue publique. Ce front uni est aussi inattendu que dangereux. Aussi le 11 juillet, le pape déclare le Bavarois déchus de ses droits impériaux et contumaux. Le 14 juillet 1324, Jean XXII dépose Louis de Bavière.
À Avignon une algarade entre Michel de Césène et le pontife déclenche une tempête. Le 9 avril 1327, Jean XXII se permet de traiter le général des franciscains de « tyran, fauteur d'hérésie et serpent réchauffé dans le sein de l'Église ». Assigné à résidence, Michel de Césène s'attend à être arrêté à tout moment. C'est alors que l'on apprend à la Cour pontificale que Louis de Bavière et ses troupes impériales sont entrés en Italie. Arrivé à Trente, il déclare que Jean XXII — qu'il n'appelle plus que le « prêtre Jean » ou « Jacques de Cahors » — est hérétique et indigne du trône de saint Pierre. Puis, il quitte le Trentin le 15 mars pour rejoindre la Lombardie.
Le 27 mai, Michel de Césène et Guillaume d'Occam, accompagnés de François d'Ascoli, Bonagrazia de Bergame et Henri de Talheim, s'éclipsent d'Avignon. À Aigues-Mortes, ils sont rejoints par le cardinal Pierre d'Arrablay qui tente de les convaincre de retourner dans la cité papale. Sa mission échoue. Les cinq franciscains embarquent et passent par Pise au cours du mois de juin 1327. L'archevêque pisan, Simone Saltarelli, en informe aussitôt le Siège apostolique d'Avignon. Le 11 octobre 1327, alors que Louis de Bavière entre dans Pise, Simone Saltarelli quitte la ville avec ses familiers et nombre de clercs. Il se réfugie à Sienne, puis à Massa Maritima le 7 janvier 1328, ensuite à Florence et, pour terminer, s'installe à Avignon auprès du pape.
Poussé par les franciscains, l'empereur excommunié qui est attendu par les gibelins comme celui qui pourra s'opposer au légat du Pape reprend la route de l'Italie. Le 31 mai 1327, à Milan, il reçoit la couronne des rois lombards des mains d'un évêque excommunié, car l'archevêque s'est absenté pour ne pas officier. Il fait arrêter Galeazzo Visconti qui l'a pourtant reçu fastueusement mais manifeste trop d'esprit d'indépendance. L'empereur se croyant tout permis nomme 3 évêques. Sa popularité s'effondre même chez les gibelins les plus convaincus: pour rentrer dans Pise il doit assiéger la ville pendant un mois. Rome lui ouvre ses portes plus pour se venger du transfert de la papauté en Avignon que par attrait pour l'empereur. Le légat Giovanni Orsini ayant ordonné à tout le clergé de quitter la ville, c'est Sciarra Colonna, un membre puissant de la noblesse romaine qui en tant que représentant le peuple romain qui couronne l'empereur, le 17 janvier 1328. En recourant à des laïcs pour sacraliser une fonction qui est en partie religieuse Louis de Bavière perd tout son crédit. Le pape saisit l'occasion pour déclarer la déchéance de l'empereur le 3 avril 1328. Seule l'incapacité de électeurs à s'entendre empêche l'élection d'un nouvel empereur.

## Le schisme
Le 9 avril, l'empereur est rejoint à Rome par Michel de Césène et Guillaume d'Occam. Ils lui apportent leur soutien et il n'est pas négligeable, le général des franciscains justifiant sa présence par un axiome très occamiste : « Tout pape peut errer dans la foi ou dans les mœurs, mais l'Église prise dans son ensemble n'erre jamais ». Cela pousse Louis à surenchérir : le 14 avril, il déclare Jean XXII déposé pour hérésie. Michel de Césène et Guillaume d'Occam n'ont aucune peine à convaincre le Bavarois qu'il lui faut un nouveau pape à sa convenance. Souhaitant s'assurer le soutien des Romains, il édicte le 23 avril que le pape ne pourrait plus quitter Rome sans leur accord et qu'il ne devrait pas s'éloigner plus de 2 jours ! Mais aucun cardinal n'a abandonné le pontife et il se passe donc d'élection : il désigne le franciscain Pietro Rainalducci da Corbara sur proposition de Michel de Césène. Il fait valider cette désignation par acclamation par le peuple romain. L'antipape prend le nom de Nicolas V et est couronné à Saint-Pierre le 22 mai 1328. Le pontife n'étant reconnu par aucun évêque, il promeut seize clercs mais aucun n'est reconnu dans son diocèse : l'audience de Nicolas V se limite à des couvents de franciscains. Louis de Bavière nomme alors Marsile de Padoue « Vicaire au spirituel » de Rome avant de s'en retourner à Pise annoncer qu'il repasserait sous peu le col du Brenner.
Dans cette affaire, Louis de Bavière s'est complètement discrédité : la chrétienté reste fidèle à Jean. Il sort de Rome sous les huées le 4 août 1328. Il s'établit à Pise après avoir ravagé le duché de Spolète. Nicolas V ne peut se maintenir à Rome et doit fuir et rejoindre l'empereur à Pise en janvier 1329, dérogeant ainsi à l'édit du 23 avril. Apprenant que les Visconti se rapprochaient du Légat Bertrand du Poujet, Louis redoute de voir se fermer l'itinéraire d'un retour en Italie. Il quitte précipitamment Pise pour soutenir les gibelins de Lombardie, mais il trouve porte close. Pendant ce temps, Bertand du Pouget, renforcé par une armée florentine, exerce une répression féroce contre les gibelins. Louis de Bavière regagne la Germanie et la Ligue gibeline privée de chef et de raison d'être se dissout en 1330. Rassurées par leur prochain départ d'Italie, le 12 août, les cités de Florence et de Pise jugent opportun de signer la paix avec les Impériaux.
Nicolas V est isolé, après maints périples, il se réfugie, le 11 avril 1329, chez le comte de Donoratico. Celui-ci obtient la vie sauve du franciscain au bout d'un an de transactions. L'antipape doit accepter de se soumettre et faire amende honorable. Livré à Jean XXII, il abdique le 25 août et abjure publiquement ses erreurs le 6 septembre. Selon l'expression des chroniqueurs de l'époque, « le pape le traite en ami et le garde en ennemi ». Il meurt consigné dans le palais pontifical le 16 octobre 1333.
Louis de Bavière très affaibli se met en quête d'une solution négociée. Mais les points de vue sont inconciliables et les négociations durent 7 ans sans aboutir : Louis veut bien reconnaître ses fautes, mais il refuse catégoriquement de faire dépendre l'exercice de son pouvoir de l'approbation du Saint-Siège ; or le Saint-Siège maintient cette exigence. Benoît XII, qui succède en 1334 à Jean XXII, est plus souple que son prédécesseur mais ne cède pas sur la question de l'approbation papale. Aux divergences de fond venaient s'ajoutent les lenteurs d'une procédure canonique extrêmement complexe.